# Story of the Year
Story of the Year est un groupe de rock alternatif, post-hardcore et parfois de post-grunge, formé en 1995 à St. Louis dans le Missouri. Le groupe s'appelait originellement Big Blue Monkey. Il change de nom en Story of the Year en 2002 après avoir commercialisé leur EP intitulé Story of the Year sur le label indépendant Criterion Records, et après avoir réalisé qu'un groupe de blues utilisait déjà le nom de Big Blue Monkey. Le 8 mars 2013, le groupe se reforme officiellement.

## Biographie

### Débuts et premier EP (1995–2001)
Le groupe se forme initialement sous le nom de Big Blue Monkey en 1995, composé de John Taylor au chant, de Ryan Phillips à la guitare, de Greg Haupt à la guitare, de Perrys West à la basse et de Dan Marsala à la batterie. Ils sortent deux EP.
En 2002, le groupe change de nom pour Story of the Year car un groupe de blues portait déjà le nom Big Blue Monkey. C'est à ce moment que John Taylor, Greg Haupt et Perry West sont remplacés respectivement par Philip Sneed, Adam Russell et Josh Wills. À cette même époque Dan Marsala arrête de faire de la batterie et passe au chant. Le groupe sort son premier EP Story of the Year sous leur nouveau nom.

### Page Avenue(2002–2006)
Le groupe signe un accord avec Maverick Records en 2002, puis enregistre et commercialise son premier album, Page Avenue, en septembre 2003. Le premier single extrait de cet album est intitulé Until The Day I Die, écrit par le chanteur Dan Marsala. Le deuxième single, Anthem Of Our Dying Day, est un clip dirigé par M. Haha de Linkin Park. Le troisième single est intitulé Sidewalks. Tous les singles sortent en 2004. Page Avenue est désormais vendu à plus de 900 000 exemplaires dans le monde. Le titre And The Hero Will Drown est présenté sur la bande sonore du jeu vidéo Need for Speed: Underground[réf. nécessaire]. Le groupe part en tournée avec Linkin Park au Meteora World Tour en 2004 avec les autres groupes P.O.D. et Hoobastank. Ils étaient également au Vans Warped Tour. Le CD/DVD Live In The Lou/Bassassins est commercialisé le 10 mai 2005. Il devient un succès et est certifié or par le RIAA la fin de 2005, indiquant qu'ils en ont vendu plus de 50 000 exemplaires.
Après le Page Avenue Tour terminé durant la fin de l'année 2004. Story of the Year retourne en studio avec le producteur Steve Evetts en 2005 pour enregistrer leur deuxième album studio. L'album est publié le 11 octobre 2005 et est beaucoup plus puissant que le précédent album. Les deux singles de l'album sont intitulés We Don't Care Anymore (2005) et Take Me Back (2006). En mars 2006, cet album n'avait été écoulé qu'à 150 698 exemplaires et n'a pas réussi à obtenir la certification d'or. En mai 2006, le groupe termine une tournée à travers l'Australie et la Nouvelle-Zélande (avec le soutien des groupes Emery et Flogging Molly).

### The Black SwanetThe Constant(2007–2011)
Story of the Year joue un spectacle le vendredi 3 août 2007 à St. Louis dans le Missouri, et a donné un aperçu du nouveau DVD, et a également joué une chanson du nouvel album, intitulé Terrified. Ils ont également joué un autre morceau, mais ne mentionne pas le nom. Leur troisième album, intitulé The Black Swan, est commercialisé en 2008. Pour l'album, ils rappellent le producteur de Page Avenue John Feldmann ainsi qu'Elvis Baskette. Pour l'album, le groupe change de label et signe avec Epitaph. Le premier single du nouvel album est intitulé Wake Up (2008). Le deuxième single est The Andidote (2008).
Le 20 février 2008, Kevin Lyman a annoncé sur le site officiel du Vans Warped Tour que le groupe serait une tête d'affiche. Le 13 mai 2008 sortit un nouveau DVD semblable à Live In The Lou/Bassassins. En mars 2009, ils ont tourné un clip pour la chanson Terrified, qui sortira en single. La chanson parle d'un soldat qui doit choisir entre quitter sa maison ou aller à la guerre. La vidéo suit l'histoire de la chanson. Le groupe part en tournée au Taste of Chaos International avec Atreyu.
En mai 2009, le guitariste Ryan Phillips annonce que le groupe avait commencé à travailler sur son prochain album.
Le groupe enregistre son album au studio Barbarossa en juillet et août 2009. Dan Marsala déclare que l'album sera commercialisé le 16 février 2010. Le 23 octobre 2009, Le groupe ajoute une nouvelle chanson intitulée To The Burial sur leur page Facebook, qui est commercialisé en single. Le 10 décembre 2009, le titre I'm Alive passe pour la première fois à la radio. Et c'est le 31 décembre 2009, que I'm Alive passe sur plusieurs radios. Le groupe a indiqué sur leur page Twitter que I'm Alive sortira par la suite en single le 5 janvier 2010. The Constant est commercialisé le 16 février 2010 au label Epitaph Records. Une édition deluxe sur iTunes ajoute deux titres bonus Your Unsung Friend et Tonight We Fall.

### Projets parallèle et pause (2011–2013)
Le bassiste Adam Russell annonce son arrivée dans le groupe post-hardcore Destroy Rebuild Until God Shows, avec Craig Owens (chanteur, Chiodos), Matt Good (guitariste, From First to Last), Nick Martin (guitariste d'Underminded), et Aaron Stern (batteur, Matchbook Romance). Russell quitte Destroy Rebuild Until God Shows en 2012. Le guitariste Ryan Phillips et Philip Sneed poursuivent leur projet parallèle, Greek Fire (en). Ils font paraître un premier EP et album indépendant, Deus Ex Machina. Ils font également paraître Lost/Found en 2013.
En janvier 2011, Story of the Year compose la chanson Breed pour un album dédicacé à Nirvana. Elle enregistrée à St. Louis avec le producteur Matt Amelung au Second Story Studio. En décembre 2011, le guitariste de D.R.U.G.S. Matt Good fait paraître un remix de Wake Up par Story of the Year.

### Réunion etWolves(depuis 2013)
Le 8 mars 2013, le groupe annonce sa réunion pour célébrer le dixième anniversaire de leur premier album Page Avenue. Il est également annoncé qu'un nouvel enregistrement de Page Avenue, intitulé Page Avenue: 10 Years and Counting annoncé pour le 8 octobre 2013. Le 30 septembre 2014, le groupe annonce le départ d'Adam Russell.
En novembre 2016, ils annoncent un nouvel album pour 2017. En mars 2018, Philip Sneed annonce son départ ; pas longtemps après, le groupe annonce le retour d'Adam Russell.

## Style musical
Story of the Year est principalement labellisé post-hardcore, rock alternatif,, et punk metal,. Bien qu'il s'agisse des genres musicaux principaux du groupe, ils ont également joué d'autres genres comme le metal alternatif, le hard rock, pop punk, et emo (ou emocore).

## Membres

### Membres actuels
- Dan Marsala - chant (depuis 2000)
- Ryan Phillips - guitare solo (depuis 2000)
- Josh Wills - batterie, percussions (depuis 2000)
- Adam Russell - basse (2000–2014, depuis 2018)

### Anciens membres
- Greg Haupt – guitare rythmique (2000–2002)
- Philip Sneed - guitare rythmique, piano, chant (2007–2018), basse (2014–2018)

## Discographie
- 2003 : Page Avenue
- 2005 : In the Wake of Determination
- 2008 : The Black Swan
- 2010 : The Constant
- 2013 : Page Avenue: 10 Years and Counting
- 2017 : Wolves
- 2023 : Tear Me To Pieces